# 文京区立明化小学校
文京区立明化小学校（ぶんきょうくりつめいかしょうがっこう）は、東京都文京区千石一丁目に位置する公立の小学校。

## 概要
1874年（明治7年）9月27日 開校。
校名の由来は文明開化より。
いわゆる関東大震災に伴う震災からの復興小学校で現校舎は
1930年（昭和5年）6月に鉄筋校舎として建造されている。
しかし、厳密には関東大震災での被災は軽微であったため旧木造校舎と共に
授業が行われていた。これは、当時の人口増加に伴う学校不足を解消することに
重点を置かれたためで他の復興小学校は少し状況が違っていた。
（但し、木造校舎は1945年（昭和20年）5月25日戦争にて焼失している）

## 沿革
※ 以下、学校紹介>沿革（明化小学校公式サイト）より引用。
- 1874年（明治7年）
  - 8月 - 小石川区原町 37 番地の浄土寺を借用し、私立明化学校として創設（職員 3名、児童 20名）
  - 9月 - 公立明化小学校（第1大学区第4中学区第7番小学、明化学校）として開校。
- 1880年（明治13年）3月 - 東京府小石川明化小学校と改称。
- 1903年（明治36年）4月 - 東京市小石川明化尋常高等学校となる
- 1909年（明治42年）5月 - 東京市小石川区明化尋常小学校と改称。
- 1911年（明治44年）4月 - 林町小学校開設 児童487名移籍
- 1914年（大正3年）3月 - 御殿町小学校開設 児童315名移籍
- 1917年（大正6年）4月 - 指ヶ谷小学校開設 児童228名移籍
- 1924年（大正13年） - 旧駕籠町小学校開設 児童637名移籍
- 1930年（昭和5年）6月 - 鉄筋校舎完成(現在の校舎)
- 1941年（昭和16年）4月 - 国民学校令により、東京市明化国民学校と改称。
- 1943年（昭和18年）7月 - 東京都制施行により、東京都明化国民学校と改称。
- 1947年（昭和22年）4月 - 学制改革により、東京都文京区立明化小学校と改称。
- 1966年（昭和41年）5月 - 明化幼稚園併設
- 1972年（昭和47年）6月 - 体育館及びプール完成
- 1984年（昭和59年）5月 - バーバラ・ブッシュ 米副大統領夫人(当時) 来校
- 1992年（平成4年）10月 - コンピュータ室完成（コンピュータ導入）
- 2014年（平成26年）9月 - 校庭を全面改修し人工芝生化する。
- 2022年（令和4年）11月 - 改築工事実施[2]。

文京区の方針によれば、2016年（平成28年）に文京区立林町小学校との統廃合及び文京区立第十中学校
の部活グランド整備を行い、林町小学校に小学校を統合・明化小学校を第十中学部活グランドにする方針があったが現在配置計画は廃止となり統合は行わない方針となった。
文京区のホームページによれば、2019年（平成31年）から改築工事がスタートする。計画の特徴の1つに「復元的改築」が挙げられており、一部の設備は旧校舎の意匠を踏襲する予定になっている。

## 教育目標
※以下、「学校概要>教育目標」（明化小学校公式サイト）より引用。
明化の子どもはやり通す
- やり通す　こころとからだ
- 人のため　進んでだせることばと力
- 気づき　考え　つくり出す力

## 主な出身者
- 荒木道子 - 女優